# 朱慈炫
朱 慈炫（しゅ じげん）または朱 慈煊（しゅ じけん、1648年 - 1662年）は、南明の皇太子。

## 概要

### 宗教
南明の永暦帝の第3子で、生母は孝剛匡皇后王氏。洗礼名はコンスタンティネ（Constantine）。この名前はローマ帝国のコンスタンティヌス帝と同じ名前であり、父の永暦帝はその洗礼を通じて、カトリックをローマ帝国のような国教に変え始めることができることを望んでいた。永暦5年（1651年）、皇太子としての地位を保ち、中国の歴史においてキリスト教に改宗した初の皇太子となった。

### 生涯
2人の兄が相次いで消息不明になったため、永暦5年（1651年）に皇太子となった。
永暦16年（1662年）に、匿われたビルマ王ピエ・ミンの裏切りで、清に降った呉三桂によって、父母と兄弟とともに引き渡された。そのとき皇太子の朱慈炫は呉三桂に向かって「逆臣めが、わが明を討ち負かして、われら父子をどうするつもりだ？」と罵ったという。しかし、呉三桂は意に介さずに、夏4月に永暦帝父子を昆明で縊り殺したとも、火刑に処したともいわれる。朱慈炫の享年は15であった。
朱慈炫は台湾を拠点とした明の遺臣の鄭経（鄭成功の長男）によって、哀愍太子と諡された。